# Lepturges epagogus
Lepturges epagogus is een keversoort uit de familie van de boktorren (Cerambycidae). De wetenschappelijke naam van de soort werd voor het eerst geldig gepubliceerd in 1977 door Miguel A. Monné.